# 혜순옹주
혜순옹주(惠順翁主, 1512년 2월 22일(음력 1월 25일) ~ 1584년 1월 16일(1583년 음력 12월 4일))은 조선의 왕족으로, 중종의 서장녀이며, 생모는 경빈 박씨이다. 이름은 철환(鐵環)이다.

## 생애
1512년(중종 7년) 1월 25일, 중종(中宗)과 당시 종2품 숙의(淑儀)였던 경빈 박씨(敬嬪 朴氏)의 1남 2녀중 장녀로 태어났다.
1522년(중종 17년) 김헌윤의 아들 광천위(光川尉) 김인경(金仁慶)에게 출가하였다. 1527년(중종 22년), 김안로와 그 아들 김희 등의 꾸민 작서의 변에 연루되어 혜순옹주의 계집종들이 추국을 받았다.
혜순옹주를 모시는 계집종 모이강(毛伊姜)·자귀(者歸)·귀인(貴仁),
 경빈(敬嬪)의 방자(房子)와 비자(婢子)인 사비(四非)·춘월(春月)·덕복(德福) 등에게
인형을 만들어 참형을 시행한 일과 쥐를 지진 일에 대해 추문하면서
한 차례 형신을 가했으나 자복하지 않았다.— 《중종실록》 58권,
중종 22년(1527년 명 가정(嘉靖) 6년) 4월 15일 (신유)

이 사건으로 혜순옹주의 어머니인 경빈 박씨와 오빠인 복성군은 서인이 되어 쫓겨났다. 1533년(중종 28년)에는 남편 김인경 또한 같은 사건에 연좌되어 변방으로 장배(杖配)되었으며, 혜순옹주도 서인(庶人)으로 폐출되어 경상도 상주로 유배되었다. 이 때 어머니 경빈과 오빠 복성군은 사사되었다. 이후 1541년 남편과 함께 직첩을 돌려받았다.
1583년(선조 16년) 11월 20일, 남편 김인경과 사별하였고, 김인경이 죽은지 보름이 지난 12월 4일 사망하였다. 혜순옹주의 무덤은 현재 경기도 양평군 옥천면 신복리에 위치해 있다.

## 가족 관계
| - 부왕 : 중종(中宗, 1488 ~ 1544) - 생모 : 경빈 박씨(敬嬪 朴氏, ? ~ 1533) - 오빠 : 복성군 이미(福城君 李嵋, 1509 ~ 1533) - 여동생 : 혜정옹주 이석환(惠靜翁主 李石環, 1514 ~ 1580) | - 남편 : 광천위(光川尉) 김인경(金仁慶, 1515 ~ 1583) - 양자 : 김호수(金虎秀) - 시동생 김원경(金遠慶)의 아들 - 며느리 : 의천군(義泉君) 이인(李仁)의 딸 이정숙(李正淑, 1550 ~ ?) - 손녀 : 김기영(金奇迎, 1570 ~ ?) - 손녀 : 김귀영(金貴迎, 1574 ~ ?) - 손자 : 김상복(金尙復, 1576 ~ ?) - 손자 : 김상일(金尙一, 1578 ~ ?) - 손자 : 김상중(金尙中, 1581 ~ ?) - 손자 : 김상양(金尙養, 1582 ~ ?) - 손자 : 김상렴(金尙濂, 1584 ~ ?) - 손자 : 김상명(金尙明, 1586 ~ ?) - 손녀 : 김복영(金福迎, 1588 ~ ?) - 손자 : 김상회(金尙晦, 1589 ~ ?) - 손녀 : 김녹영(金祿迎, 1590 ~ ?) - 며느리(측실) : 노비 대금(大今) - 서손자 : 김상범(金尙范, 1615 ~ ?) |